# Veporské vrchy
Veporské vrchy jsou geomorfologický celek na Slovensku, součást Slovenského rudohoří. Nejvyšším vrchem Veporských vrchů je Fabova hoľa (1438,8 m n. m.), nejvýraznějším pak Klenovský vepor (1338 m). Seznam všech tisícimetrových vrcholů ukazuje Seznam vrcholů ve Veporských vrších.
Na severu pohoří sousedí s Nízkými Tatrami, na západě a jihu se Zvolenskou kotlinou a na východě se Stolickými vrchy které jsou také součástí Slovenského rudohoří.
K turisticky atraktivním místům patří město Brezno a blízký Čierny Balog kde začíná úzkorozchodná Čiernohronská železnica.